# Jiří Veselý
Jiří Veselý (Příbram, 10 de julho de 1993) é um tenista profissional da República Tcheca, que já foi número 35 em simples e 94 em duplas no ranking mundial da ATP. Durante sua carreira já conquistou 2 títulos nível ATP, sendo 1 em simples e 1 em duplas.

## Carreira

### Juvenil
O tcheco Veselý já foi o tenista número 1 do ranking mundial masculino juvenil.
Em 2010, ele foi vice-campeão juvenil em duplas do Grand Slam do US Open. Já em 2011, ele foi campeão juvenil em simples do Grand Slam do Open da Austrália e vice-campeão em simples do US Open. Também em 2011, ele foi campeão juvenil em duplas do Grand Slam do Open da Austrália e foi vice-campeão juvenil em duplas do Torneio de Wimbledon.

### Profissional
Em 17 de janeiro de 2015, o tcheco Jiri Vesely, que ao longo do caminho eliminou o letão Ernests Gulbis, segundo cabeça de chave, voltou a surpreender e conquistou o título do ATP 250 de Auckland (Nova Zelândia) ao vencer o francês Adrian Mannarino por 2 sets a 0, com parciais de 6-3 e 6-2. Assim, então com 21 anos, ele, que entrou na chave principal em Auckland através do qualifying, derrotou Mannarino em 1h07min e obteve o primeiro título da carreira no circuito profissional. Com a conquista, Veselý chegou ao 39º posto do ranking mundial com seu primeiro troféu de ATP.
No dia 26 de abril de 2015, o espanhol Guillermo García-López, 45º do mundo, venceu o tcheco Jiri Vesely, 46º, e sagrou-se campeão do ATP 250 de Bucareste, ao marcar 2 sets a 0, parciais de 7/6(5) e 7/6(11), em partida que teve 2h14min de duração. Vesely aceitou a derrota, mas aceitou que ainda lhe faltava experiência para disputar de igual para igual com seus adversários. “Eu estou no início da minha carreira e um título aqui em Bucareste teria significado muito para mim, mas é a vida”, declarou.
No dia 13/04/2016, o tcheco Jiri Vesely, número 55 do mundo, protagonizou a maior zebra do ano no tênis ao eliminar o sérvio Novak Djokovic, líder do ranking mundial, pela 2ª rodada do Masters 1000 de Monte Carlo. Djokovic, derrotado em três sets, parciais de 6-4, 2-6 e 6-4, só havia perdido uma partida nesta temporada, no torneio de Dubai, onde precisou abandonar com problemas no olho no duelo contra o espanhol Feliciano López. O sérvio não perdia uma partida de Masters 1000 desde agosto de 2015, quando foi superado pelo suíço Roger Federer em Cincinnati, e somava 22 vitórias consecutivas em torneios desta categoria.

## Desempenho em torneios ATP
Títulos (1)
| Resultado | Data                  | Torneio                 | Adversário na Final | Placar   |
| --------- | --------------------- | ----------------------- | ------------------- | -------- |
| Campeão   | 17 de janeiro de 2015 | Auckland, Nova Zelândia | Adrian Mannarino    | 6-3, 6-2 |